# Кімон Старший
Кімон Старший (*Κίμων, бл. 585 до н. е. —між 528 до н. е. і 524 до н. е.) — політичний діяч Афінського полісу, олімпіонік. Мав прізвисько «Коалем», тобто дурень або йолоп. Зведений брат Мільтіада Старшого.

## Життєпис
Походив з впливового аристократичного роду Філаїдів. Син Стегасора Старшого. Втім деякі дослідники вважають, що батько кімона не належав до роду Філаїдів, її представницею була дружина Стесагора і мати Кімона Старшого. За іншою версією батько кімона долучився до роду Філаїдів лише завдяки тому, що став другим чоловіком дружини Кіпсела, архонта Афін. Разом з тим не виключено, що Стесагор Старший був представником іншої гілки Філаїдів.
Завдяки значним статкам Кімон Старший мав значний вплив, ймовірно очолював аристократів, що здавен орієнтувалися на Філаїдів. Плутарх вказує, що Кімон отримав своє прізвисько Коалем за простодушність. Втім Геродот нічого про це не говорить, навпаки вказує на багатство і впливовість Кімона Старшого. Можливо його прізвисько свідчить про те, що він не зміг досягти посади, якої був гідний за походженням. Можливо простодушність Кімона була його чесність й небажання вступати в інтриги.
Під час другої тиранії Пісістрат булов игнано з Афін (за іншими відомостями Кімон добровільно залишив поліс). У 536 році до н..е перемагає на 61-х Олімпійських іграх в перегонах колісниць (тетрипп). У 532 році до н. е. друге стає переможцем на Олімпійських іграх (62-х), але офіційно поступається перемогою тирану Пісістрату. Натомість отримує від того право на повернення до Афін. У 528 році до н. е. Кімон Старший втретє перемагає на 63-х Олімпійських іграх. Цим було повторено досягнення спартанця Евагра.
Оскільки триразовий олімпіонік в уявленні тогочасної епохи був обранцем богів і міг претендувати на політичне лідерство, тирани Гіппій і Гіппарх після смерті Пісістрата наказали вбити Кімона. Вбивці напали на нього вночі з засідки поблизу пританея. Поховано згідно повідомлення Геродота перед Мелітською брамою за вулицею під назвою «Через Келу», а навпроти поховали його коней. Це сталося між 526 та 524 роками до н. е. Також висувається гіпотеза, що Кімона Старшого було вбито за те, що він відмовився поступатися третього перемогою на Олімпіаді на користь одного з тиранів Пісістрадів.

## Родина
- Стесагор, тиран Херсона Фракійського
- Кімон Молодший, архонт